# Terapia de memoria recuperada
La terapia de memoria recuperada (TMR) es un término genérico para referirse a una forma de psicoterapia controvertida y científicamente desacreditada que, según los críticos, utiliza una o más técnicas terapéuticas no probadas (como la hipnosis, los diarios, la regresión a vidas pasadas, las imágenes guiadas y el uso de entrevistas con amital sódico) para supuestamente ayudar a los pacientes a recordar recuerdos previamente olvidados. Los defensores de la terapia de memoria recuperada afirman, en contra de la evidencia, que los recuerdos traumáticos pueden quedar enterrados en el subconsciente y afectar al comportamiento actual, y que estos recuerdos pueden recuperarse mediante el uso de técnicas de TMR. Las asociaciones profesionales de salud mental no recomiendan la TRM.

## Terminología
El término síndrome de memoria falsa fue acuñado entre 1992 y 1993 por psicólogos y sociólogos asociados a la Fundación Síndrome de Falsa Memoria(False Memory Syndrome Foundation), una organización que defiende a personas que afirman haber sido acusadas falsamente de cometer abusos sexuales a menores. Estos investigadores sostienen que la TRM puede dar lugar a que los pacientes recuerden casos de abusos sexuales de su infancia que en realidad no ocurrieron. Aunque no es una técnica terapéutica en sí misma, los profesionales de la TRM suelen utilizar métodos (como la hipnosis, la regresión de edad, la visualización guiada y/o el uso de sustancias como el amital sódico) que se sabe que favorecen la creación de falsos recuerdos. Una encuesta de 1994 de 1000 terapeutas realizada por Michael D. Yapko encontró que el 19% de los terapeutas conocía un caso en el que la memoria de un cliente había sido sugerida por la terapia, pero en realidad era falsa. Una investigación del gobierno australiano sobre la práctica encontró poco apoyo o uso de terapias de recuperación de memoria entre los profesionales de la salud, y advirtió que los profesionales tenían que ser entrenados para evitar la creación de falsos recuerdos. Una encuesta de 2018 encontró que aunque el 5% de una muestra pública estadounidense informó haber recuperado recuerdos de abuso durante la terapia (abuso del que informaron no haber tenido ningún recuerdo previo), ninguno de ellos utilizó la terminología "terapia de memoria recuperada"; en cambio, aquellos que recuperaron recuerdos informaron haber utilizado una variedad de otros tipos de terapia (por ejemplo, terapia del apego, técnicas de liberación emocional, etc.).

## Investigación
Diversos estudios han llegado a la conclusión de que al menos el 10% de las víctimas de abusos físicos y sexuales olvidan los abusos. El índice de recuerdo tardío de muchas formas de experiencias traumáticas (incluidos desastres naturales, secuestros, torturas, etc.) es, en promedio, de aproximadamente el 15%, y los índices más altos corresponden a abusos sexuales infantiles, combates militares y presenciar el asesinato de un familiar.  Elliot y Briere (1996) demostraron que el índice de recuerdo de sucesos traumáticos previamente olvidados no se veía afectado por el hecho de que la víctima tuviera o no antecedentes de haber recibido psicoterapia.  Linda Meyer Williams, que entrevistó a 129 mujeres adultas que fueron tratadas por abuso sexual verificado en un hospital cuando eran niñas, con edades comprendidas entre los 12 meses y los 10 años, descubrió que entre las mujeres con antecedentes confirmados de abuso sexual, aproximadamente el 38% no recordaba el incidente denunciado que constaba en el archivo del hospital 17 años después, especialmente cuando había sido perpetrado por alguien conocido para ellas.  Este estudio se cita habitualmente como prueba de represión; sin embargo, el 88% de las mujeres entrevistadas dijeron que habían sido abusadas, a pesar de no haber denunciado el incidente específico en el archivo, una cifra que sugiere lo contrario de la teoría de la represión. Además, este estudio se llevó a cabo mediante entrevistas generales y se basó en que las mujeres entrevistadas sacaran a colación el incidente específico que las había llevado a ser hospitalizadas cuando eran niñas sin que nadie se lo pidiera, lo que significa que si una participante no sacaba a colación el incidente específico del archivo como parte de la entrevista general, esto se consideraba indicativo de represión del recuerdo. Dado que entre los entrevistados había víctimas que eran bebés en aquel momento, es poco probable que estos participantes concretos recordaran el suceso. Hopper cita varios estudios sobre abusos corroborados en los que algunas víctimas de abusos presentan intervalos de amnesia total o parcial de sus abusos.
Una encuesta realizada en 1996 a 711 mujeres informó de que el olvido y posterior recuerdo de los abusos sexuales sufridos en la infancia no es infrecuente; más de una cuarta parte de las encuestadas que declararon haber sufrido abusos también declararon haberlos olvidado durante algún tiempo y haberlos recordado después por sí mismas. De las que declararon haber sufrido abusos, menos del 2% afirmaron que el recuerdo de los abusos contó con la ayuda de un terapeuta u otro profesional.
Un artículo de revisión sobre terapias potencialmente dañinas enumeraba la TMR como un tratamiento que probablemente producirá daños en algunas personas que lo reciban. Richard Ofshe, miembro del consejo asesor de la FMSF, describe la práctica de "recuperar" recuerdos como fraudulenta y peligrosa.
Los estudios realizados por Elizabeth Loftus y otros han llegado a la conclusión de que es posible producir falsos recuerdos de incidentes de la infancia. Los experimentos consistían en manipular a los sujetos para hacerles creer que habían tenido alguna experiencia ficticia en la infancia, como haberse perdido en un centro comercial a los 6 años. Para ello se utilizó una técnica sugestiva denominada "procedimiento de falsa narrativa del informante familiar", en la que el experimentador afirma que la validez del falso suceso está respaldada por un familiar del sujeto. El estudio se ha utilizado para apoyar la teoría de que los falsos recuerdos de abusos sexuales traumáticos pueden ser implantados en un paciente por los terapeutas. Los críticos de estos estudios sostienen que las técnicas no se parecen a ninguna modalidad de tratamiento aprobada o convencional, y se critica que los sucesos implantados utilizados no son comparables emocionalmente a los abusos sexuales. Los críticos sostienen que las conclusiones de Loftus van más allá de las pruebas. Loftus ha rebatido estas críticas.
Algunos pacientes se retractan posteriormente de recuerdos que creían recuperados. Aunque los recuerdos falsos o artificiosos son posibles razones para tales retractaciones, otras explicaciones sugeridas para la retractación de acusaciones de abuso hechas por niños y adultos incluyen la culpa, un sentimiento de obligación de proteger a su familia y una reacción al estrés familiar más que una creencia genuina de que sus recuerdos son falsos. Se informa de que el número de retractaciones es pequeño en comparación con el número real de acusaciones de abuso sexual infantil hechas basadas en recuerdos recuperados.
Un estudio realizado en el Programa de Trastornos Disociativos y Traumatismos del Hospital McLean concluyó que los recuerdos recuperados son en su mayoría ajenos al tratamiento psicoterapéutico y que los recuerdos suelen ser corroborados por pruebas independientes, apareciendo a menudo mientras se está en casa o con familiares y amigos, negándose en general la sugestión como factor en la recuperación de recuerdos. Muy pocos participantes estaban en terapia durante su primera recuperación de recuerdos y la mayoría de los participantes en este estudio encontraron una fuerte corroboración de sus recuerdos recuperados.
Un estudio  en Estados Unidos en el año 2018 es el mayor estudio conocido que encuesta al público en general sobre la recuperación de la memoria en terapia. El estudio se presentó a participantes de 50 años o más como una encuesta de "Experiencia de vida" y encontró que el 8% de los 2,326 adultos habían informado haber visto terapeutas, en su mayoría a partir de la década de 1990, que discutieron la posibilidad de recuerdos reprimidos de abuso. El 4% de los adultos habían declarado haber recuperado en terapia recuerdos de abusos de los que no tenían memoria previa. La recuperación de recuerdos de abusos se asoció a la mayoría de los tipos de terapia.

## Guía profesional
Hay varias personas y grupos que han publicado directrices, críticas o advertencias sobre la terapia de memoria recuperada y las técnicas para estimular el recuerdo:
- En el Informe Brandon, un conjunto de recomendaciones sobre formación, práctica, investigación y desarrollo profesional, el Real Colegio de Psiquiatras del Reino Unido aconsejó a los psiquiatras que evitaran el uso de la TMR o de cualquier "técnica de recuperación de la memoria", citando la falta de pruebas que respalden la exactitud de los recuerdos recuperados de este modo.[33]
- En 2004, el gobierno del Consejo de Salud de los Países Bajos emitió un informe en respuesta a las consultas de los profesionales sobre la TMR y los recuerdos de abusos sexuales infantiles traumáticos.[34] El Consejo de Salud afirmó que, si bien las experiencias traumáticas de la infancia eran importantes factores de riesgo de problemas psicológicos en la edad adulta, el hecho de que la mayoría de los recuerdos traumáticos se recuerden bien pero puedan olvidarse o volverse inaccesibles por la influencia de circunstancias específicas impide una descripción simple de la relación entre memoria y trauma. El informe también señala que los recuerdos pueden ser confabulados, reinterpretados e incluso los recuerdos aparentemente vívidos o dramáticos pueden ser falsos, un riesgo que aumenta cuando los terapeutas utilizan técnicas sugestivas, intentan relacionar los síntomas con traumas pasados, con determinados pacientes y mediante el uso de métodos para estimular los recuerdos.[34]
- La Asociación Australiana de Hipnoterapeutas (AHA) emitió una declaración similar, para contextos en los que pueden surgir falsos recuerdos de abusos sexuales a menores. La AHA reconoce que el abuso sexual infantil es grave, perjudicial y que al menos algunos recuerdos son auténticos, al tiempo que advierte de que algunas técnicas de interrogatorio e intervenciones pueden dar lugar a recuerdos ilusorios que lleven a falsas creencias sobre el abuso.[35]
- La Asociación Canadiense de Psicología ha publicado directrices para los psicólogos que tratan los recuerdos recuperados.[36] Se insta a los psicólogos a ser conscientes de sus limitaciones en cuanto a conocimientos y formación en relación con la memoria, el trauma y el desarrollo y "de que no existe una constelación de síntomas que sea diagnóstica de abuso sexual infantil". Las directrices también instan a ser precavidos y conscientes de los beneficios y las limitaciones de "la relajación, la hipnosis, las imágenes guiadas, las asociaciones libres, los ejercicios del niño interior, la regresión de la edad, la interpretación de la memoria corporal, el masaje corporal, la interpretación de los sueños y el uso de técnicas proyectivas", así como a tener especial cuidado con cualquier implicación legal de los recuerdos, el abuso y la terapia.

## Cuestiones legales
En Ramona contra Isabella, Gary Ramona demandó al terapeuta de su hija por implantarle recuerdos falsos de los abusos que había cometido contra ella. En el primer caso que llevó a juicio la terapia de memoria recuperada, se le concedieron 500.000 dólares en 1994.
En un debate sobre los recuerdos recuperados en el Parlamento de Nueva Gales del Sur en 1995, el ministro de Sanidad del estado, Andrew Refshauge, médico de profesión, declaró que la cuestión general de la admisibilidad de las pruebas basadas en recuerdos recuperados correspondía al Fiscal General. En 2004, la Australian Counselling Association publicó un borrador de declaración de postura sobre los recuerdos recuperados en el que informaba a sus miembros de las posibles dificultades legales si afirmaban acusaciones como ciertas basándose únicamente en el debate sobre los recuerdos recuperados de un paciente, sin pruebas de corroboración adecuadas.
Sigue existiendo cierta controversia en los círculos jurídicos, ya que algunos opinan que los terapeutas y los tribunales deberían considerar los recuerdos reprimidos de la misma forma que consideran los recuerdos normales. Tres estudios relevantes afirman que los recuerdos reprimidos "no son ni más ni menos precisos que los recuerdos continuos".
La terapia de la memoria recuperada fue un tema en los juicios penales de algunos sacerdotes católicos acusados de manosear o agredir sexualmente a feligreses menores de edad convertidos en adultos.En un caso penal de 2017 en Canadá, un clérigo de Nueva Escocia, el reverendo Brent Hawkes, fue absuelto en un caso relacionado con recuerdos recuperados de supuestos abusos sexuales históricos cuando el juez Alan Tufts describió en su sentencia que el método del denunciante de reconstruir su memoria de los supuestos hechos tras unirse a un grupo de hombres y escuchar relatos similares de otros "supervivientes" su prueba no podía ser fiable.
En varios casos judiciales se dictaron veredictos multimillonarios contra la psiquiatra de Minnesota Diane Bay Humenansky, que utilizó la hipnosis y otras técnicas sugestivas asociadas a la TMR, lo que dio lugar a acusaciones de varios pacientes contra familiares que más tarde se demostraron falsas.
En 1999, la Junta de Fiscales Generales de los Países Bajos creó el Grupo Nacional de Expertos en Asuntos Sexuales Especiales, en neerlandés Landelijke Expertisegroep Bijzondere Zedenzaken (LEBZ). El LEBZ está formado por un grupo multidisciplinar de expertos a los que los policías investigadores y los fiscales tienen el mandato de consultar antes de considerar la detención o el procesamiento de una persona acusada de delitos sexuales que impliquen recuerdos reprimidos o terapia de memoria recuperada. La LEBZ publicó un informe sobre el periodo 2003-2007 en el que se afirmaba que el 90% de los casos que consultaron fueron archivados debido a sus recomendaciones de que las acusaciones no se basaban en pruebas fiables.

## Lectura adicional
- Freyd, Jennifer J. (1996). Betrayal Trauma – The Logic of Forgetting Childhood Abuse. Cambridge, MA: Harvard University Press
- Ofshe, Richard and Watters, Ethan. Making Monsters: False Memories, Psychotherapy, And Sexual Hysteria. University of California Press; Reprint edition, 1996
- Loftus, Elizabeth and Ketcham, Katherine. The Myth of Repressed Memory: False Memories and Allegations of Sexual Abuse. St. Martin's Griffin 1st edition, 1996.
- Lilienfeld, Scott. "Psychological treatments that cause harm." Perspectives on Psychological Science, Volume 2(1), pp. 53–70, 2007
- Knopp, Fay Honey (1996). A Primer on the Complexities of Traumatic Memory of Childhood Sexual Abuse – A Psychobiological Approach. Brandon, VT: Safer Society Press
- Pope, Kenneth S., KS (1996). "Memory, Abuse, & Science: Questioning Claims about the False Memory Syndrome Epidemic". American Psychologist. 51 (9): 957–974
- Pendergrast, Mark, Victims of Memory (1993)